# Sturgill Simpson
John Sturgill Simpson (Jackson, Kentucky, 8 de junio de 1978) es un cantautor de música country y actor estadounidense, ganador y múltiple nominado al Premio Grammy.

## Carrera
Sus dos primeros álbumes, High Top Mountain y Metamodern Sounds in Country Music, fueron publicados de forma independiente en 2013 y 2014, respectivamente. Este último fue nominado al premio Grammy al mejor álbum de música americana, figuró en el puesto número 18 de los "50 mejores álbumes de 2014" de Rolling Stone y fue nombrado entre los "50 álbumes favoritos de 2014" de NPR.
Su tercer álbum, A Sailor's Guide to Earth, se publicó en abril de 2016 en Atlantic Records y fue el primer lanzamiento de Simpson en un gran sello, lo que le valió posteriormente el premio al Mejor Álbum Country en la 59ª edición de los premios Grammy, al tiempo que fue nominado al Álbum del Año. El cuarto álbum de Simpson, Sound & Fury, salió a la venta el 27 de septiembre de 2019 y fue nominado al premio Grammy al mejor álbum de rock en la 63.ª edición de los premios Grammy. Lanzó dos álbumes en 2020 -Cuttin' Grass, Vol. 1 y Vol. 2- que presentan interpretaciones de bluegrass de canciones de todo su catálogo, y marcaron su regreso a la música independiente. Su séptimo álbum de estudio, The Ballad of Dood and Juanita, se publicó en agosto de 2021, y también logró nominaciones en los Premios Grammy.
Tras participar en algunas películas independientes y series de televisión desde comienzos de la década de 2010, Simpson fue anunciado en 2021 como miembro del reparto del filme Los asesinos de la luna de Martin Scorsese, cuyo estreno está previsto para el año 2023.

## Discografía

### Álbumes
| Título                                             | Detalles                                                                 | Posición máxima en listas | Posición máxima en listas | Posición máxima en listas | Posición máxima en listas | Posición máxima en listas | Posición máxima en listas | Ventas             |
| Título                                             | Detalles                                                                 | EE. UU.                   | EE.UU. Country            | EE.UU. Rock               | CAN                       | NOR                       | Reino Unido               | Ventas             |
| -------------------------------------------------- | ------------------------------------------------------------------------ | ------------------------- | ------------------------- | ------------------------- | ------------------------- | ------------------------- | ------------------------- | ------------------ |
| High Top Mountain                                  | - Lanzamiento: 11 de junio de 2013 - Discográfica: High Top Mountain     | —                         | 31                        | —                         | —                         | —                         | —                         | - EE.UU.: 105,600  |
| Metamodern Sounds in Country Music                 | - Lanzamiento: 13 de mayo de 2014 - Discográfica: High Top Mountain      | 59                        | 8                         | —                         | —                         | —                         | —                         | - EE. UU.: 228,600 |
| A Sailor's Guide to Earth                          | - Lanzamiento: 15 de abril de 2016 - Discográfica: Atlantic              | 3                         | 1                         | 1                         | 31                        | 34                        | 43                        | - EE. UU.: 217,900 |
| Sound & Fury                                       | - Lanzamiento: 27 de septiembre de 2019 - Discográfica: Elektra          | 12                        | 3                         | 3                         | 55                        | —                         | 79                        | - EE. UU.: 72,900  |
| Cuttin' Grass, Vol. 1: The Butcher Shoppe Sessions | - Lanzamiento: 16 de octubre de 2020 - Discográfica: High Top Mountain   | 24                        | 2                         | —                         | —                         | —                         | —                         |                    |
| Cuttin' Grass, Vol. 2: The Cowboy Arms Sessions    | - Lanzamiento: 11 de diciembre de 2020 - Discográfica: High Top Mountain | 30                        | 5                         | —                         | —                         | —                         | —                         |                    |
| The Ballad of Dood and Juanita                     | - Lanzamiento: 20 de agosto de 2021 - Disocográfica: High Top Mountain   | 23                        | 3                         | —                         | —                         | —                         | —                         |                    |
| "—" denota que no ingresó en listas de éxitos      |                                                                          |                           |                           |                           |                           |                           |                           |                    |

## Filmografía
| Año  | Título                  | Papel         | Notas        | Ref.   |
| ---- | ----------------------- | ------------- | ------------ | ------ |
| 2011 | Orca Park               | Jackson       |              | [ 16 ] |
| 2018 | Black Hog Gut           | Top Hat       | Cortometraje | [ 17 ] |
| 2018 | One Dollar              | Ken Fry       | 5 episodios  | [ 18 ] |
| 2019 | The Dead Don't Die      | Zombie        |              | [ 19 ] |
| 2019 | Queen & Slim            | Officer Reed  |              | [ 20 ] |
| 2020 | The Hunt                | Vanilla Nice  |              | [ 21 ] |
| 2020 | Materna                 | Paul          |              | [ 22 ] |
| 2023 | Los asesinos de la luna | Henry Grammer |              | [ 6 ]  |
| 2023 | The Creator             | Drew          |              | [ 23 ] |